# Августовка (Саратовская область)
Августовка — село в Новоузенском районе Саратовской области России. Входит в состав Радищевского муниципального образования.

## История
Село основано в 1887 году. В «Списке населенных мест Самарской губернии, по сведениям 1889 года» упомянуто как деревня Августовка (Тащиловка) Малоузенской волости Новоузенского уезда. В деревне имелось 132 двора и проживало 848 человек (русские, православные). Имелась ветряная мельница.
По состоянию на 1910 год деревня включала в себя 164 двора, население составляло 1141 человек. Функционировали церковь, церковно-приходская школа и две ветряные мельницы.
В 1919 году в составе Новоузенского уезда село вошло в состав Саратовской губернии.

## География
Село находится в юго-восточной части области, на государственной границе с Казахстаном, в 33 км к западу от Новоузенска и в 170 км к юго-востоку от Саратова. Расположено на левом берегу реки Малый Узень (на противоположном берегу расположено село Майтубек Западно-Казахстанской области).

## Население
| 2002 | 2010 |
| ---- | ---- |
| 121  | ↘67  |

Гендерный состав: в 2010 году в гендерной структуре населения мужчины составляли 49,3 %, женщины — 50,7 %.
Национальный состав: в 2002 году в национальной структуре населения русские составляли 57 %, казахи — 33 %.

## Инфраструктура
С селе функционируют сельский клуб и фельдшерско-акушерский пункт.
Уличная сеть села состоит из двух улиц — Степная и Центральная.

## Транспорт
Автодорог с твёрдым покрытием нет. Ближайшая ж.-д. станция находится в Малоузенске (12 км к северу, на ж.-д. ветке Красный Кут — Александров Гай).